# Hatsuse
L'Hatsuse (初瀬?) fu una corazzata pre-dreadnought classe Shikishima della Marina imperiale giapponese impostata il 10 gennaio 1898 nel cantiere di Armstrong Withworth, Elswick, varata il 27 giugno 1899 e completata il 18 gennaio 1901.

## Storia
In seguito alla prima guerra sino-giapponese (1894-1895 e alla restituzione forzata della penisola di Liaodong alla Cina, provocata dalle pressioni russe (e della Triplice intesa), il Giappone iniziò a incrementare la sua forza militare in previsione di confronti militari futuri. In particolare si imbarcò in un programma decennale di rinforzo della flotta con la costruzione di sei corazzate e sei incrociatori corazzati.
L'Hatsuse venne ordinata alla Armstrong Whitworth nei cantieri navali di Elswick, Regno Unito nel 1897. Fu progettata da Phillip Watts ed era simile alla classe Majestic di corazzate della Royal Navy. Impostata il 10 gennaio 1898 venne varata il 27 giugno 1898 e completata il 18 gennaio 1901. Prima di salpare per il Giappone rappresentò l'imperatore Meji ai funerali della regina Vittoria.
Quando la flotta giapponese venne riorganizzata il 28 dicembre 1903 l''Hatsuse divenne la nave ammiraglia del 1º Squadrone, 1ª Divisione al comando del contrammiraglio Nashiba Tokioki.
Allo scoppio della guerra russo-giapponese i giapponesi intrappolarono lo squadrone russo dell'estremo oriente a Port Arthur. Il 14 maggio 1904 Torioki prese il mare con una flotta composta dalle corazzate Hatsuse (ammiraglia), Shikishima e Yashima, dall'incrociatore Kasagi e dall'avviso Tatsuta, per dare il cambio alla flotta che incrociava al largo di Port Arthur per mantenere il blocco.
Il mattino del 15 maggio lo squadrone raggiunse Encounter Rock e continuò verso nord ovest fino a circa 15 miglia al largo di Port Arthur. Qui Torioki procedette a pattugliare est per nord di fronte all'imboccatura del porto. La rotta lo portò su un campo minato precedentemente deposto dalla posamine russa Amur. Sia l'Hatsuse che la Yashima colpirono delle mine e andarono perse in uno dei più grandi disastri navali sofferti dai giapponesi nella guerra russo-giapponese.
Alle 10:50 l'Hatsuse colpì una mina e iniziò a inclinarsi, con il compartimento di manovra allagato e i motori principali di sinistra inutilizzabili. Qualche minuto dopo anche la Yashima urtò una mina (e successivamente affondò). Alle 11:30 la Kasagi si affiancò all'Hatsuse, ma la passeggiata di poppa era già sott'acqua ed era inclinata di quattro gradi. Dalla Kasagi venne lanciato un cavo, ma mentre veniva tirato a bordo l'Hatsuse urtò un'altra mina. I suoi fumaioli crollarono, il suo albero principale si ruppe e il ponte superiore volò in aria. La nave affondò in un minuto e mezzo. La Tatsuta e la Kasagi riuscirono a salvare l'ammiraglio e il capitano Nakao con altri 21 ufficiali e 313 uomini, comunque 38 ufficiali e 458 uomini affondarono con la nave a 38°22′12″N 121°12′00″E.